# Vridspjällventil
Vridspjällventil är en ventil som reglerar ett flöde genom att man vrider en spjällskiva, eller spjäll, och därmed förändrar öppningsvinkeln för spjällskivan. Ventilen tätar med en gummipackning mellan ventilhus och spjäll.
I jämförelse med andra ventiler tar denna typ liten plats och är billig att tillverka. Ventilen är lätt att reglera då öppning och stängning sker med 90 graders rotation och toppfläns är standardiserad (ISO 5211). Större vinkel än 60° brukar inte användas i reglersammanhang.